# Thomas Ceci-Diop
Thomas Ceci-Diop, né le 7 mars 1992, à Pessac en Gironde est un joueur français de basket-ball. Il évolue au poste d'ailier.

## Biographie
Formé au Mans, il rejoint le Lille Métropole Basket Clubs en Pro B à l'été 2013.
Au terme de la saison 2015-2016, il est conservé par le club nordiste pour la saison suivante.
Le 7 avril 2017, il se rompt le ligament croisé antérieur du genou droit lors d'un match contre le Nantes Basket Hermine, ce qui met un terme à sa saison 2016-2017. En décembre 2017, médicalement apte, il retrouve les parquets sous les couleurs de Lille.
Sans club au début de saison 2019-2020, il signe au mois de décembre avec Rouen. Il y dispute 13 matchs de Pro B pour 8,3 points de moyenne.
Au moins de juin 2020, il s'engage pour deux saisons avec Vichy-Clermont.

## Clubs successifs
- 2009-2013 :  Le Mans Sarthe Basket (Espoirs puis Pro A)
- 2013-2019 :  Lille Métropole Basket Clubs (Pro B)
- 2019-2020 :  Rouen Métropole Basket (Pro B)
- Depuis 2020 :  Jeanne d'Arc Vichy-Clermont Métropole Basket (Pro B)